# Gnomidolon pulchrum
Gnomidolon pulchrum es una especie de escarabajo longicornio del género Gnomidolon, categorizada en la tribu Hexoplonini, de la subfamilia Cerambycinae. Fue descrita por Martins en 1960.

## Descripción
Mide 10,3-12,3 mm de longitud.

## Distribución
Se distribuye por Argentina, Bolivia, Brasil y Paraguay.